# Kajsa Lindohf
Kajsa Lindohf, född 1970 i Lund, är en svensk journalist och föreläsare, som arbetar som reporter på Expo. Hon arbetar även som redaktör på Nyhetsmorgon på TV4.
Innan Lindhof började på Expo var hon inslagsproducent på Myror i brallan i Sveriges Television, som under hennes tid där vann priset som Årets miljöjournalist 2005. Lindohf arbetar också på TV4 sedan 2007, bland annat som en av flera redaktörer för Nyhetsmorgon (och TV4-nyheterna) samt med ett projekt i samarbete med Hjärnfonden.
År 2007 var hon också på aftonbladet.se producent för en webb-tv-dokumentär i sex delar om Irakkriget, baserad på Johanne Hildebrandts blogg i ämnet. Hon tilldelades, tillsammans med alla andra medarbetare på Expo, ett stipendium av Artister mot nazister 2008 på 25 000 kronor.